# Nelson Cruz
Nelson Ramón Cruz Martínez (Las Matas de Santa Cruz, Monte Cristi, 1 de julio de 1980) es un jardinero derecho dominicano de béisbol profesional que pertenece a los San Diego Padres de las Grandes Ligas (MLB). 
Ha jugado para los Cerveceros de Milwaukee, Rangers de Texas,  Marineros de Seattle, Minnesota Twins, Baltimore Orioles, Tampa Bay Rays y los Washington Nationals. 
Cruz fue nombrado el Jugador Más Valioso de la Serie de Campeonato 2011 contra los Tigres de Detroit . Tenía 6 jonrones y 13 carreras impulsadas en la serie.

## Inicios
Cruz fue inicialmente firmado como amateur por los Mets de Nueva York, y después de tres años en la Dominican Summer League, los Mets lo cambiaron para Oakland por Jorge Velandia el 30 de agosto de 2000. Jugó en el sistema de los Atléticos de Oakland durante un tiempo.
Los Cerveceros de Milwaukee lo adquirieron desde Oakland junto con el lanzador Justin Lehr, a cambio del infielder Keith Ginter el 16 de diciembre de 2004. Cruz pasó las temporadas 2005 y 2006 en la organización de los Cerveceros con el equipo Doble-A, Huntsville Stars, y Triple-A, Nashville Sounds; y brevemente en septiembre de 2005, jugó para los Cerveceros en Grandes Ligas.

## Liga Dominicana
En su trayectoria por la LIDOM, Nelson Cruz jugó 22 temporadas con el equipo de los Gigantes del CIbao desde 2001-2009. Así también en los años 2012 (Serie Regular), 2016 (Semifinal), 2023 (Serie Regular).
Nelson Ramón Cruz Martínez conectó 198 imparables en 196 partidos (667 turnos oficiales) entre ellos 34 dobles, 33 cuadrangulares (tercero en la franquicia), remolcadas 118 carreras (quinto) y dejó un alto promedio de bateo en .297 (cuarto con al menos 650 turnos) y OBP de .370.
En Playoffs también fue un azote tras batear para .298 con OBP de .380 con 54 empujadas, 14 cuadrangulares y 10 dobles en 79 juegos en ocho ocasiones entre el 2004 al 2016.

### Estadísticas de por vida en LIDOM
| Temporadas | Juegos | AB  | AVG  | H   | HR | 2B | 3B | CE  | CA  | BR | BB |
| 22         | 196    | 667 | .297 | 198 | 33 | 34 | 1  | 116 | 108 | 14 |    |

### 2006
Cruz fue adquirido por los Rangers desde los Cerveceros de Milwaukee el 28 de julio de 2006 junto con el jardinero Carlos Lee a cambio de Laynce Nix, Kevin Mench,  Francisco Cordero y el lanzador de ligas menores Julián Cordero.
El 16 de agosto de 2006, Cruz bateó el primer grand slam de su carrera. El 4 de septiembre de 2006, contra los Atléticos, Cruz bateó un jonrón dentro del parque rompiendo su bate en el impacto.
En los entrenamientos de primavera para la temporada 2000, Cruz tuvo un mal comienzo, pero terminó fuerte al batear tres jonrones en la última semana, incluyendo un walk-off home run en el último partido de la pretemporada.
Cruz no pudo hacer el roster de Grandes Ligas antes de la temporada 2008 y salió de waivers luego de ser designado para asignación porque había agotado todas sus opciones de ligas menores. El contrato de Cruz fue comprado por el equipo de Triple-A, Oklahoma RedHawks, el 25 de agosto de 2008, después de batear.342 con 37 jonrones y 99 carreras impulsadas; por sus esfuerzos, ganó el premio de MVP 2008 de la Pacific Coast League.

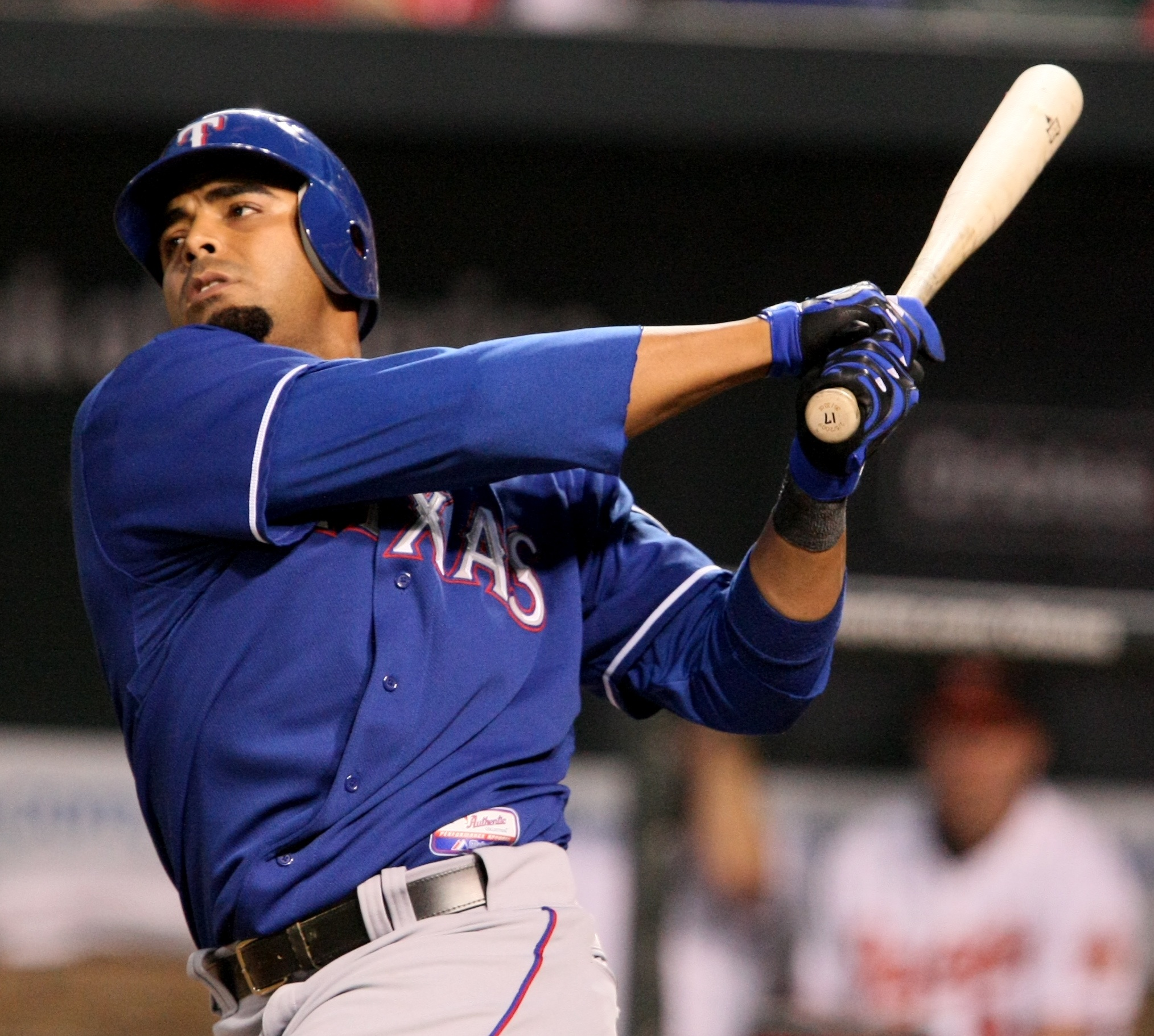
Cruz en 2009.

En julio de 2009, Cruz fue seleccionado All-Star como reemplazo del lesionado Torii Hunter. También participó en el Derby de Jonrones 2009, terminando segundo después del primera base Prince Fielder.
Él y su compañero de equipo Ian Kinsler batearon cada uno tres jonrones en la Serie Divisional de la Liga Americana de 2010  contra los Rays de Tampa Bay, marcando la segunda vez en la historia de las Grandes Ligas que dos compañeros de equipo conecta cada uno tres jonrones en una serie de postemporada de cinco partidos o menos (uniéndose a Babe Ruth y Lou Gehrig, quienes lo hicieron en la Serie Mundial de 1928).
En el Juego 5 de la Serie Mundial 2010, Cruz bateó un jonrón ante los eventuales campeones Gigantes de San Francisco contra el lanzador de los Gigantes Tim Lincecum en la 7.ª entrada. Cruz también fue el último out de la serie.
En 2011, Cruz y Ian Kinsler se convirtieron en los primeros compañeros de equipo en la historia de las Grandes Ligas en pegar jonrones en cada uno de los primeros tres partidos en una temporada, uniéndose a Dean Palmer (1992) como los únicos peloteros de Texas en siempre dar jonrones en los primeros tres partidos de la temporada. Además, en el juego siguiente, Cruz se convirtió en el tercer jugador en jonronear en los primeros cuatro partidos de la temporada, uniéndose a Willie Mays y Mark McGwire.
Cruz se convirtió en el segundo bateador derecho en conectar un jonrón en la cubierta superior del jardín derecho en la historia del Rangers Ballpark in Arlington. El otro fue conectado por el ex guardabosques Chad Curtis durante la temporada del 2000.
El 22 de julio de 2011, impulsó ocho carreras en un juego contra los Azulejos de Toronto, estableciendo un récord personal.
En el 2011, bateó para.263 con 29 jonrones. Lideró a todos los jardineros derecho de la Liga Americana en factor de rango por el tercer año consecutivo con 2.29.
El 10 de octubre de 2011, Cruz bateó un walk-off grand slam en el segundo juego de la Serie de Campeonato contra los Tigres de Detroit. Se convirtió en el primer jugador en la historia del béisbol en batear múltiples jonrón de extra inning en un partido de postemporada.
El 12 de octubre de 2011, Cruz bateó un jonrón de tres carreras para sellar el juego 4 de la serie de campeonato de los Rangers de Texas contra los Tigres de Detroit. Se convirtió en el primer jugador que conecta múltiples jonrón de extra inning en la misma serie de postemporada. Durante la serie de campeonato de 2011, Cruz bateó seis jonrones y remolcó 13 carreras, ambos récords de series de postemporada. Sus esfuerzos le valieron el premio MVP de la Serie de Campeonato de 2011.
El 27 de octubre de 2011, Cruz bateó un cuadrangular en solitario para poner a los Rangers de Texas 6-4 contra los Cardenales de San Luis en el Juego 6 de la Serie Mundial de 2011. El jonrón le permitió a Cruz empatar el récord de más jonrones de postemporada en una temporada en 8; comparte el logro con Carlos Beltrán y Barry Bonds.  Ese mismo día, debido a su posición en el terreno, no logró quedarse con el batazo de David Freese, que sería un triple que empataría el juego 7 a 7
El 5 de agosto de 2013 Cruz, fue suspendido por 50 juegos por su vinculación Con Biogénesis Sospechada de "Acercarle" esteroides a Varios peloteros.
Regreso el 31 de septiembre con una ovación en el Rangers Ballpark para el juego desempate con Tampa Bay, yéndose sin hit en 4 turnos. Casi como un castigo fue el último out del juego.
El 22 de febrero los Orioles de Baltimore se pusieron de acuerdo para la firma de un contrato por un año y $8 millones en salario básico y otros $750,000 en incentivos por tiempo en el terreno. Cruz rechazó la oferta calificada de $14.1 millones de dólares a los Vigilantes y se declaró agente libre por primera vez en su carrera. Devengó $10.5 millones en el 2013.
Nelson Cruz fue elegido el mejor jugador de Los Orioles de Baltimore durante la serie regular 2014, tras pegar 40 cuadrangulares (Líder de Las Grandes Ligas), remolcó 108 carreras y bateó para Avg .271

## Personal
Cruz y Solani Genao, se casaron el 25 de diciembre de 2009 y tienen dos hijos:. Una hija, Giada (nacido el 10/11/12) y un hijo, Nelson, Jr. (nacido el 1/11/08)
El 24 de octubre de 2011, Cruz apareció en la portada de Sports Illustrated.
Su hermana, Nelsy Cruz, fue una de las víctimas mortales del colapso del techo de la discoteca Jet Set en 2025.